# Игоревка (Омская область)
И́горевка — деревня в Муромцевском районе Омской области России. Входит в состав Рязанского сельского поселения.

## История
Основана в 1909 году. В 1928 году деревня состояла из 94 хозяйств, основное население — белорусы. В административном отношении — в составе Пореченского сельсовета Екатерининского района Тарского округа Сибирского края.

## Население
| 1926 | 2010 |
| ---- | ---- |
| 474  | ↘127 |

## Улицы
В деревне имеются две улицы: Песчаная и Придорожная.